# 압둘라 라디프
압둘라 하디 라디프(2003년 1월 20일 ~ , 아랍어: عَبْد الله هَادِي رَدِيف, Abdullah Hadi Radif)는 사우디아라비아의 축구 선수로 포지션은 공격수이며 현재 알힐랄에서 알이티파크로 임대되어 뛰고있다.